# Liste der Bodendenkmäler in Höslwang
Auf dieser Seite sind die Bodendenkmäler in der oberbayerischen Gemeinde Höslwang zusammengestellt. Diese Tabelle ist eine Teilliste der Liste der Bodendenkmäler in Bayern. Grundlage ist die Bayerische Denkmalliste, die auf Basis des Bayerischen Denkmalschutzgesetzes vom 1. Oktober 1973 erstmals erstellt wurde und seither durch das Bayerische Landesamt für Denkmalpflege geführt wird. Die folgenden Angaben ersetzen nicht die rechtsverbindliche Auskunft der Denkmalschutzbehörde.

## Bodendenkmäler in Höslwang
| Lage                    | Objekt | Akten-Nr.     | Bild           |
| ----------------------- | --- | ------------- | -------------- |
| Kirchplatz 2 (Standort) | Untertägige spätmittelalterliche und frühneuzeitliche Befunde und Funde im Bereich der katholischen Pfarrkirche St. Nikolaus in Höslwang und ihres Vorgängerbaus.     | D-1-8039-0118 | weitere Bilder |
| (Standort)              | Untertägige mittelalterliche und frühneuzeitliche Befunde und Funde im Bereich der katholischen Filialkirche St. Bartholomäus in Guntersberg und ihres Vorgängerbaus. | D-1-8039-0125 | weitere Bilder |